# Hubera vitiensis
Hubera vitiensis är en kirimojaväxtart som först beskrevs av Berthold Carl Seemann, och fick sitt nu gällande namn av Chaowaskua. Hubera vitiensis ingår i släktet Hubera och familjen kirimojaväxter. Inga underarter finns listade i Catalogue of Life.